# The Naked City
The Naked City is een Amerikaanse film noir uit 1948 onder regie van Jules Dassin. Destijds werd de film in Nederland uitgebracht onder de titel New York ontwaakt.

## Verhaal
Een knappe vrouw wordt vermoord in haar appartement. Rechercheurs Dan Muldoon en Jimmy Halloran worden belast met het onderzoek. Ze verdenken enkele mannen die allemaal in verband kunnen worden gebracht met een reeks inbraken.

## Rolverdeling
| Acteur           | Personage         |
| ---------------- | ----------------- |
| Barry Fitzgerald | Dan Muldoon       |
| Howard Duff      | Frank Niles       |
| Dorothy Hart     | Ruth Morrison     |
| Don Taylor       | Jimmy Halloran    |
| Frank Conroy     | Kapitein Donahue  |
| Ted de Corsia    | Willy Garzah      |
| House Jameson    | Dr. Stoneman      |
| Anne Sargent     | Mevrouw Halloran  |
| Adelaide Klein   | Mevrouw Batory    |
| Grover Burgess   | Mijnheer Batory   |
| Tom Pedi         | Detective Perelli |
| Enid Markey      | Mevrouw Hylton    |
| Mark Hellinger   | Vertelstem        |

## Productie
De opnamen gebeurden op locatie in New York. Voor de buitenopnamen werd onder andere gebruik gemaakt van verborgen camera's om ongemerkt de voorbijgangers te filmen.